# Capo di Fiume
Capo di Fiume, è una borgata del comune di Capaccio Paestum, in provincia di Salerno.

## Toponimo
Il toponimo deriva dal latino Caput aquae in quanto nella zona si trova la sorgente di un corso d'acqua.

## Geografia fisica

### Territorio
L'abitato è situato in zona pianeggiante a 31 m s.l.m. circa, alle pendici del Monte Calpazio fra le borgate Rettifilo/Vannulo, Cafasso Borgo Nuovo, Spinazzo/Varco Cilentano e Vuccolo Maiorano. In base all'ultimo censimento (2001) ha 211 abitanti.

## Infrastrutture e trasporti
Principali arterie stradali sono la Strada statale 166 degli Alburni, lungo cui il borgo si sviluppa, e le SP 13, 316 e 318.

## Monumenti e luoghi d'interesse
Al centro della sorgente sono ancora visibili i resti di un santuario databile al IV secolo a.C. e dedicato ad una divinità femminile, che si presume essere Demetra o Persefone.
Dallo specchio d'acqua emergeva una colonna (che s'intravede nella foto, ma non più visibile dal 2014, quando è crollata in acqua) che, oltre a rappresentare e testimoniare antiche civiltà passate, di fatto era anche diventata un simbolo contemporaneo e caratteristico di questa zona, spesso rappresentato in fotografie, cartoline e opere d'arte di pittori locali e non. Sempre nei pressi della sorgente si è rinvenuto un gruppo di tombe databili tra la fine del IX e gli inizi dell'VIII secolo a.C. che probabilmente fanno riferimento a un piccolo insediamento con aspetti culturali di matrice protoetrusca.

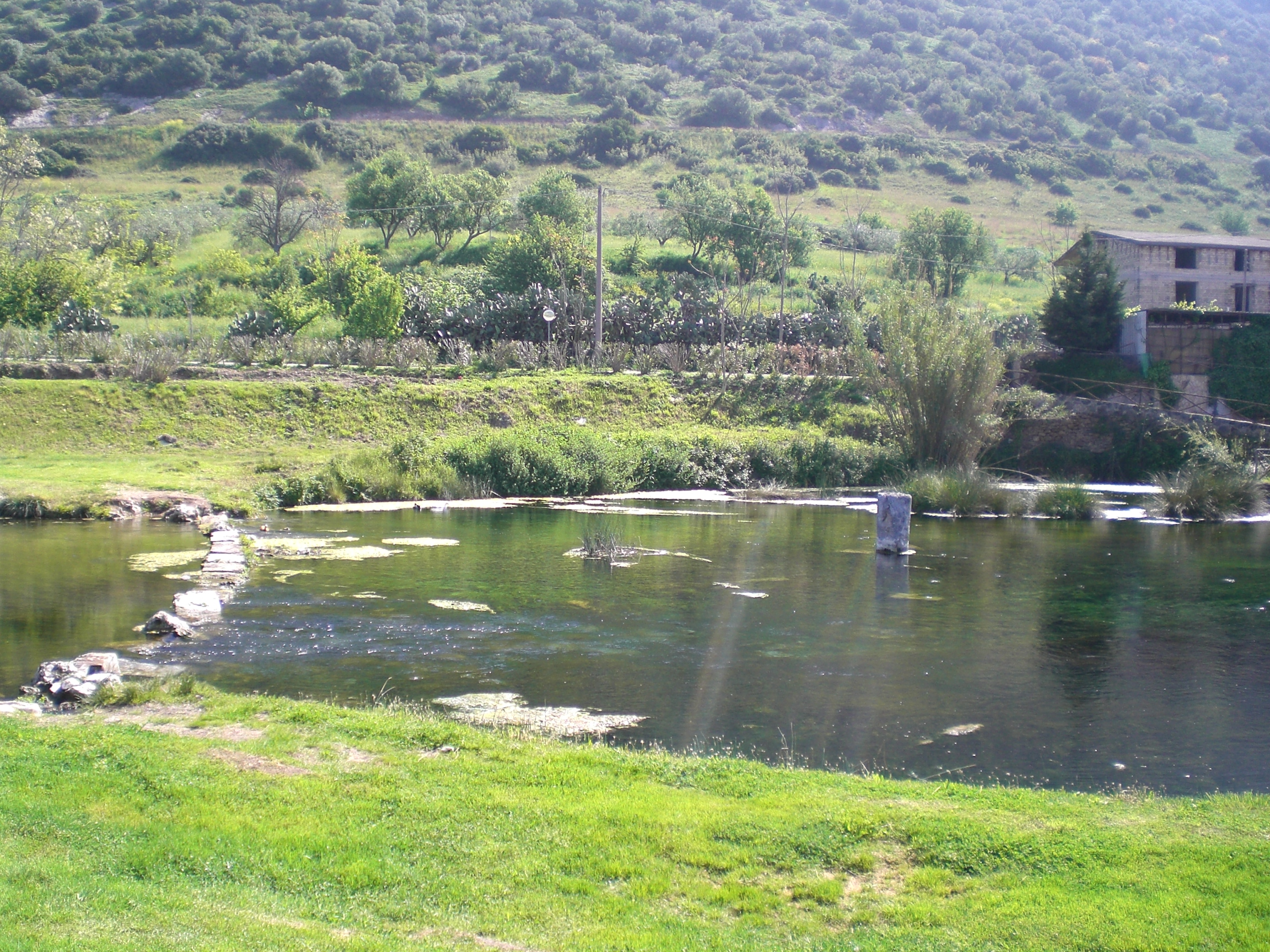
La sorgente Caput aquae